# Kluppet
Das Kluppet, auch Klüppet, war ein Zähl- und Stückmaß in Nürnberg. Nach diesem Maß wurden nachweislich gefangene Vögel veräußert.
- 1 Klüppet = 4 Stück